# 佩斯卡拉中央車站

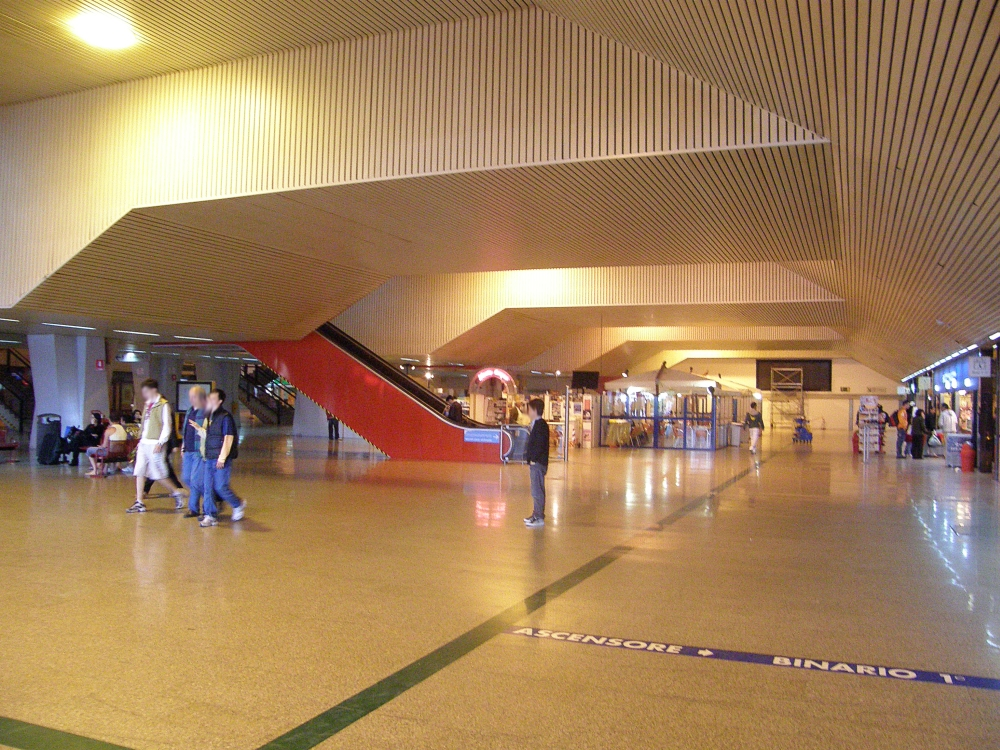
車站內部

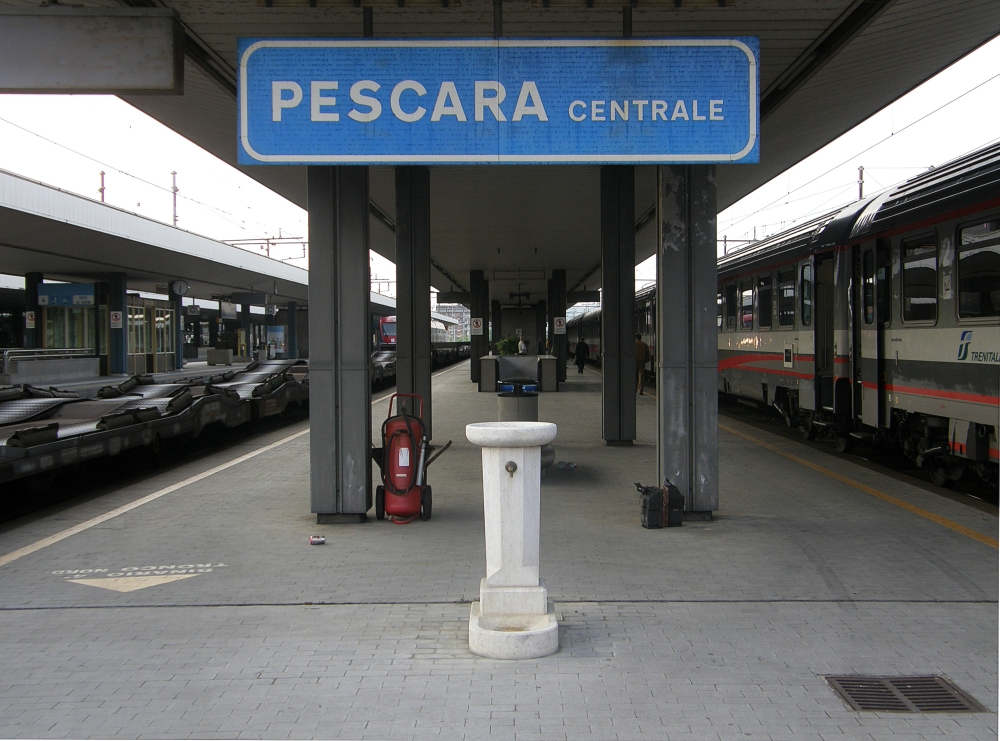
車站月台

佩斯卡拉中央車站（義大利語：stazione Ferviaria di Pescara Centrale），又稱佩斯卡拉車站（義大利語：stazione Ferviaria di Pescara），是義大利阿布魯佐大區佩斯卡拉的主要鐵路車站。該站每年平均為350萬人次提供服務，步行5分鐘即可到達城市的主要街道和海灘。